# گوکش دی
دوماراجو گوکش (تلگویی: దొమ్మరాజు గుకేష్، انگلیسی: Dommaraju Gukesh) معروف به گوکش دی، (زاده ۲۹ مه ۲۰۰۶) یک استادبزرگ شطرنج هندی است. او یک اعجوبه شطرنج و سومین استاد بزرگ تاریخ  می‌باشد که در ۱۲ سالگی به این مقام رسیده است.وی سومین جوانی است که به ریتینگ شطرنج ۲۷۰۰ رسید و اولین نوجوان زیر هجده سال می باشد که ریتینگ (رده‌بندی شطرنج‌بازان) ۲۷۵۰ را کسب نمود و کم سن ترین برنده مسابقات کاندیداهای فیده تاکنون است. گوکش در مسابقات کاندیداهای ۲۰۲۴ برنده شد و همین امر او را به جوان‌ترین مدعی تبدیل کرد که برای عنوان قهرمانی شطرنج جهان رقابت می‌کند.
او در مسابقات رسمی دینگ لیرن را برد و رسما به جوانترین قهرمان جهان در شطرنج دست یافت این رکورد قبلا دست کاسپاروف بود

## اوایل زندگی
گوکش در ۲۹ مه ۲۰۰۶ در یک خانواده تلوگو در چنای، در ایالت تامیل نادو در هند به دنیا آمد. والدین او اهل منطقه دلتای گوداواری در آندرا پرادش هستند. پدرش، دکتر راجینیکانث، جراح گوش، حلق و بینی و مادرش، دکتر پادما، میکروبیولوژیست است.

## فعالیت حرفه‌ای

### ۲۰۱۵–۲۰۱۹
گوکش در بخش زیر ۹ سال مسابقات شطرنج مدارس آسیا در سال ۲۰۱۵ و مسابقات قهرمانی شطرنج جوانان جهان در سال ۲۰۱۸ در رده زیر ۱۲ سال، قهرمان شد. همچنین پنج مدال طلا در مسابقات قهرمانی شطرنج جوانان آسیا ۲۰۱۸ در مسابقات رپید (سریع) و بلیتز(برق آسا) انفرادی زیر ۱۲ سال، رپید (سریع) و بلیتز(برق آسا) تیمی زیر ۱۲ سال و فرمت‌های کلاسیک انفرادی زیر ۱۲ سال به دست آورد. او شرایط لازم برای عنوان استاد بین‌المللی را در مارس ۲۰۱۷ در سی و چهارمین مسابقات آزاد کپل لا گرانده (Cappelle-la-Grande) به دست آورد.
گوکش در ۱۵ ژانویه ۲۰۱۹، در سن ۱۲ سال و ۷ ماه و ۱۷ روز، دومین استاد بزرگ نوجوان در زمان خود شد که بعدها سرگئی کاراکین با ۱۷ روز کمتر از او پیشی گرفت و رکورد او را شکست. اکنون این رکورد توسط ابیمانیو میشا شکسته شده است و گوکش رکورد سومین استاد بزرگ جوان شطرنج را دارد.

### ۲۰۲۱
در ژوئن ۲۰۲۱، او در تور شطرنج جولیوس بائر چلنجرز به نام چالش گلفاند، با کسب ۱۴ امتیاز از ۱۹ امتیاز قهرمان مسابقات شد.

### ۲۰۲۲
گوکش در اوت ۲۰۲۲، چهل و چهارمین دوره المپیاد شطرنج را با امتیاز کامل ۸ از ۸ آغاز و به تیم هند-۲ کمک کرد تا تیم رتبه ۱ ایالات متحده را در دور هشتم شکست دهد. در نهایت با امتیاز ۹ از ۱۱، مدال طلای میز اول را کسب نمود.
گوکش در سپتامبر ۲۰۲۲، برای اولین بار با ریتینگ ۲۷۲۶ به جمع ریتینگ داران بالای ۲۷۰۰ پیوست. همین امر او را به سومین بازیکن جوان تبدیل کرد که پس از وی یی و علیرضا فیروزجا از ریتینگ ۲۷۰۰ عبور نمود.
در اکتبر ۲۰۲۲، گوکش کم سن ترین بازیکنی بود که مگنوس کارلسن را در مسابقات ایم چس رپید (Aimchess Rapid) شکست داد.

### ۲۰۲۳
در فوریه ۲۰۲۳، گوکش در اولین دوره مسابقات دابلیو آر مسترز (WR Masters) در دوسلدورف شرکت کرد و امتیاز ۵ و نیم از ۹ بازی را کسب نمود و با لوون آرونیان و یان نپومنیاشی مشترکا به امتیاز مقام اول رسید و سپس در تای بریک (سیستم های تای بریک در مسابقات شطرنج سیستم سوئیس برای شکستن تساوی بین بازیکنانی که تعداد کل امتیازات آنها پس از آخرین دور یکسان است، استفاده می شود) بعد از آرونیان دوم شد.
در لیست رتبه‌بندی اوت ۲۰۲۳، گوکش به جوان‌ترین بازیکن تاریخ تبدیل شد که به ریتینگ ۲۷۵۰ رسیده است.
گوکش در جام جهانی شطرنج ۲۰۲۳ شرکت کرد. او قبل از شکست توسط مگنوس کارلسن به مرحله یک چهارم نهایی رسیده بود.
در لیست رتبه‌بندی فدراسیون جهانی شطرنج در سپتامبر ۲۰۲۳، گوکش رسماً از ویسواناتان آناند به عنوان برترین بازیکن هندی پیشی گرفت و این اتفاق برای اولین بار در ۳۷ سال گذشته افتاد و رکورد محسوب می شود.
گوکش در دسامبر ۲۰۲۳، با پایان یافتن مسابقات فیده سیرکوییت (FIDE Circuit)، برای بازی در مسابقات کاندیدای ۲۰۲۴ واجد شرایط شد. . وی در دور دوم قرار داشت اما فابیانو کاروانا قبلاً از طریق پیروزی در جام جهانی  به این مسابقات راه یافته بود و شرایط ورود وی را کمی تغییر داد. او پس از بابی فیشر و مگنوس کارلسن، سومین بازیکن جوان از نظر سنی بود که در یک تورنمنت کاندیدا بازی کرد.

### ۲۰۲۴: برنده نامزدها

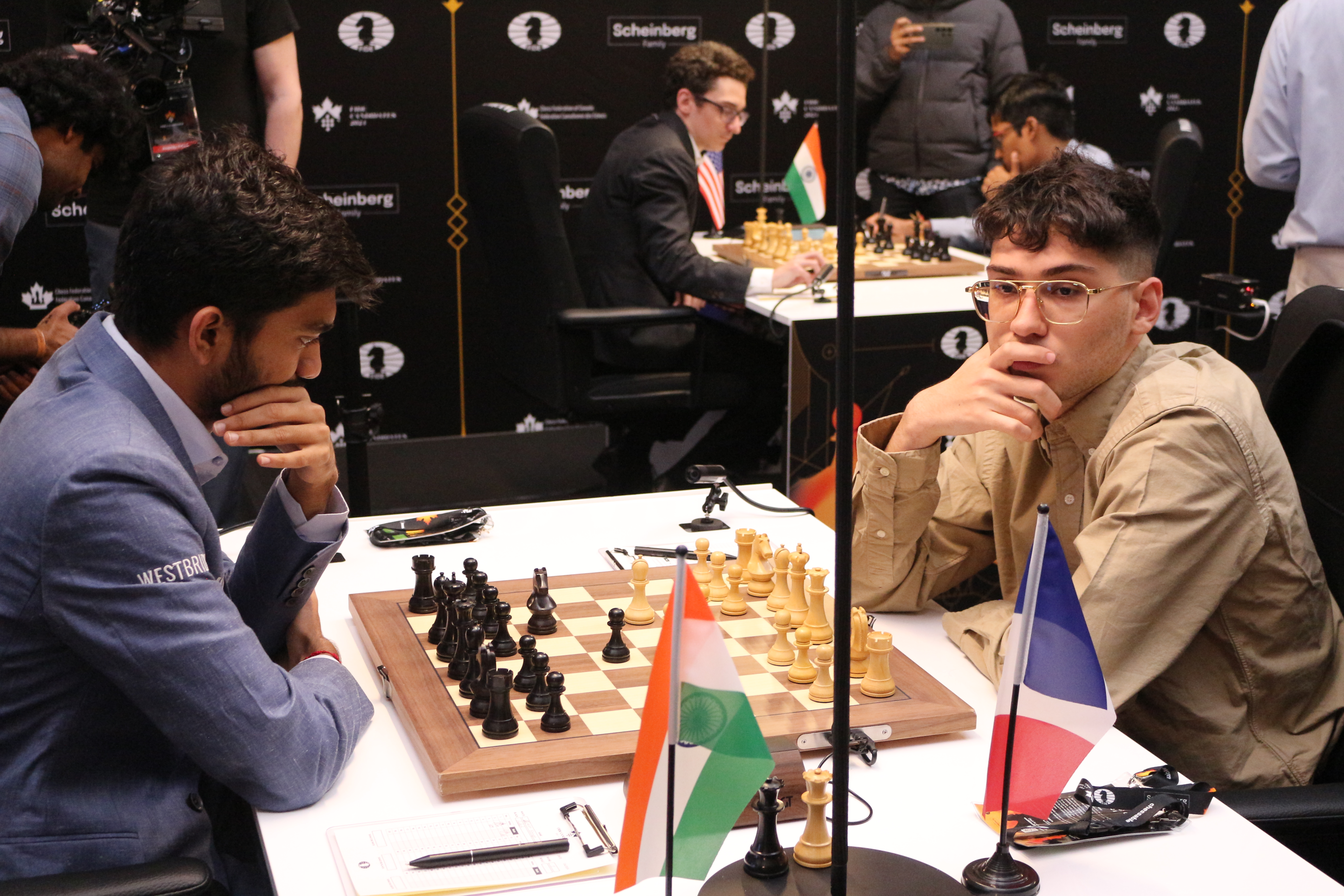
گوکش (سمت چپ) با علیرضا فیروزجا در مسابقات کاندیداهای ۲۰۲۴

در ژانویه ۲۰۲۴، گوکش در مسابقات شطرنج تاتا استیل ۲۰۲۴ شرکت کرد. او از ۱۳ بازی ۸٫۵ امتیاز (۶ برد، ۵ تساوی و ۲ باخت) به دست آورد و با کسب امتیاز مشترک با ۴ نفر، به مقام اول این مسابقات رسید. در راند ۱۲، او در برابر آر پراگناناندا (استاد بزرگ شطرنج هند) یک موقعیت برنده داشت اما در تکرار سه مرتبه وضعیت (از موارد تساوی در شطرنج) اشتباه کرد و بازی مساوی شد. در تای بریک او آنیش‌گیری را در نیمه نهایی شکست داد اما در فینال به وی یی باخت.
گوکش در ماه آوریل در مسابقات کاندیداهای ۲۰۲۴ شرکت کرد. در بازی‌ها در برابر هموطنان خود رامش‌بابو پراگناناندا و ویدیت گجراتی با مهره سیاهبه برتری رسید. در برابر علیرضا فیروزجا با مهره سفید و مقابل نجات عباسوف با مهره سیاه و مجددا در بازی برگشت با مهره سفید پیروز شد. تنها باخت او بازی با مهره سیاه مقابل فیروزجا بود. وی با ۵ برد، ۱ باخت و ۸ تساوی با امتیاز ۹/۱۴، قهرمان مسابقات شد و جواز حضور در مسابقات قهرمانی جهانی ۲۰۲۴ مقابل دینگ لیرن را کسب کرد. در حال حاضر گوکش جوان‌ترین برنده تاریخ مسابقات کاندیداها است و کم سن ترین بازیکن تاریخ شطرنج خواهد بود که در مسابقات قهرمانی شطرنج جهان که در دسامبر ۲۰۲۴ برگزار می شود، بازی خواهد کرد.
او در 2024 با غلبه بر حریف چینی خود جوانترین قهرمان  شطرنج تاریخ در 18 سالگی شد.

## جوایز
- ۲۰۲۳: بهترین بازیکن سال توسط فدراسیون شطرنج آسیا[۳۰]
- ۲۰۲۳: بهترین دستاوردهای جوان (مرد) توسط جایزه Sportstar Aces
- قهرمانی جهان توسط سازمان فیده